# 卡拉科柳山
15°56′54″S 68°32′45″W / 15.94833°S 68.54583°W
卡拉科柳山（Q'ara Qullu），是玻利維亞的山峰，位於該國西部拉巴斯省的奧馬蘇約斯省，處於漢科烏馬山和漢科卡爾卡山以南，屬於安第斯山脈的一部分，海拔高度4,956米。